# Educação Maker
A Educação Maker é uma abordagem educacional que incentiva os alunos a aprenderem através da prática e da experimentação, promovendo a criatividade, o pensamento crítico e a resolução de problemas. No Brasil, essa abordagem tem ganhado espaço nas escolas, especialmente motivada pelas novas demandas de um mundo repleto de informações e constantes mudanças tecnológicas.

## Histórico e origem no Brasil
Está relacionada ao Movimento Maker, que surgiu a partir dos movimentos Do It Yourself (DIY) e Do It Together (DIT). Esses movimentos incentivam as pessoas a fazerem pequenos reparos e construções domésticas com as próprias mãos, sozinhas ou em conjunto, promovendo laços entre os indivíduos e reforçando a ideia de comunidade. Existem outros pilares históricos como a Make Faire e o FabLearn criados antes de 2010. Por sua abrangência histórica, a Educação Maker nunca foi propriamente definida.

## Utilidade e Benefícios
A Educação Maker transforma os espaços de aprendizagem, tornando a escola um lugar para a experimentação, aprendizagem criativa e prática do conhecimento. Ela favorece os processos de investigação e construção de saberes, incentivando os alunos a criarem, experimentarem e explorarem. Além disso, promove competências como criatividade, resolução de problemas e pensamento crítico, essenciais para o desenvolvimento pessoal e profissional dos estudantes.
A Educação Maker é essencialmente baseada na abordagem Construcionista da pedagogia. Isso se dá pelo fato de que o aluno é estimulado a criar um objeto cujo compartilhamento em comunidade permitirá que o conhecimento seja difundido.

## Desafios
Apesar de seu potencial, a Educação Maker ainda enfrenta desafios no Brasil. A falta de recursos materiais, a necessidade de formação contínua dos educadores e a adaptação das metodologias tradicionais são alguns dos obstáculos que precisam ser superados para que essa abordagem seja plenamente integrada ao sistema educacional.